# هوراس هال إدواردز
هوراس هال إدواردز (بالإنجليزية: Horace Hall Edwards)‏ هو سياسي أمريكي، ولد في 21 أغسطس 1902، وتوفي في 27 يناير 1987.